# Ashton-upon-Mersey
Koordinaten: 53° 26′ N, 2° 20′ W

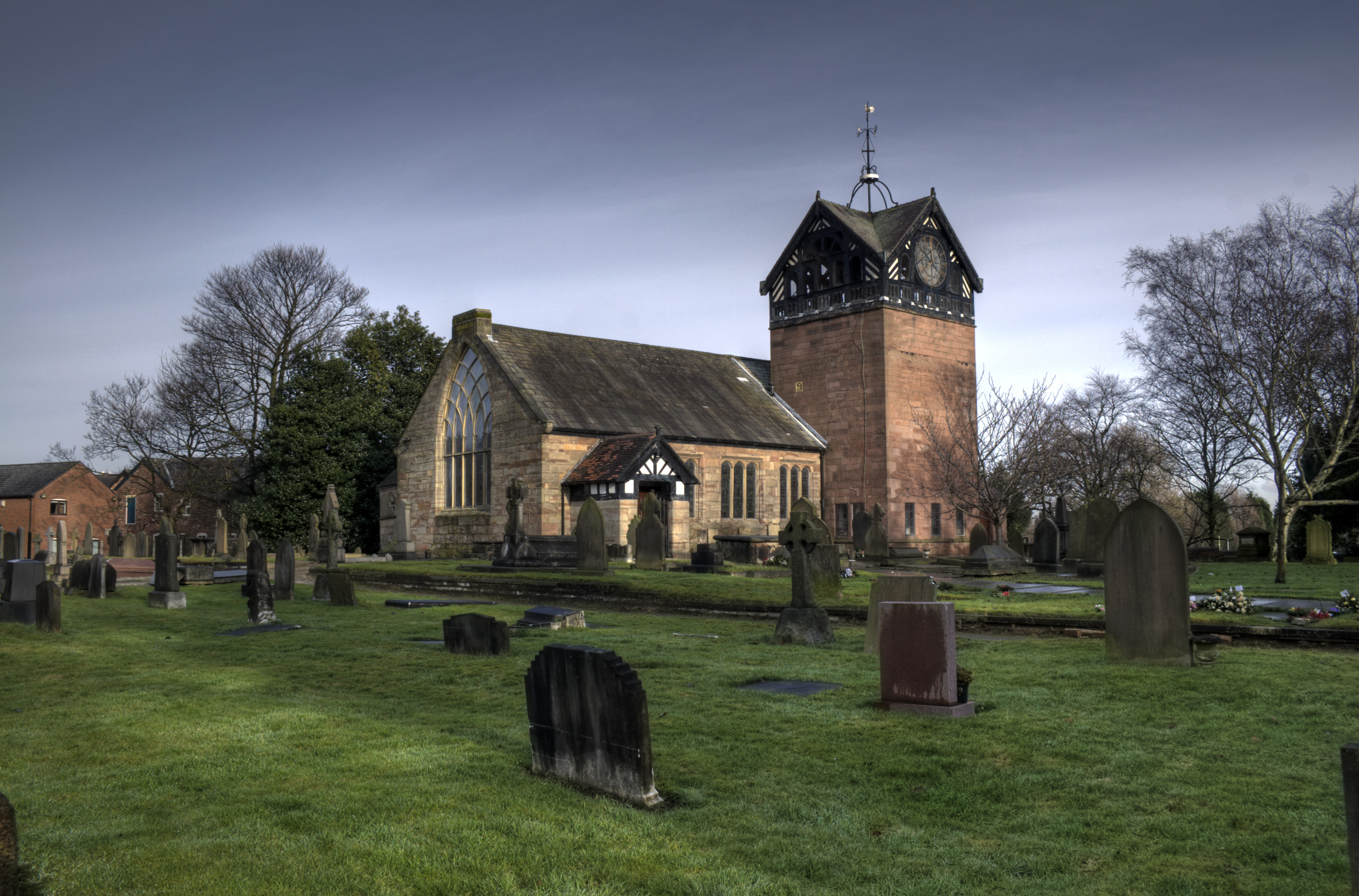
Die St.-Martins-Kirche in Ashton-upon-Mersey

Ashton-upon-Mersey ist heute ein Ortsteil von Sale in Greater Manchester, England.
Historisch war der Ort Ashton-upon-Mersey ein Teil von Cheshire. 1895 wurde das Gebiet ein Urban District. Der District wurde 1930 mit dem District Sale vereinigt.
Zwar wurde ein Hort römischer Münzen gefunden, eine römische Siedlung ließ sich in dem Gebiet jedoch bisher nicht nachweisen. Ashton ist Alt Englisch für „Ansiedlung nahe den Eschen“ und legt nahe, dass es sich um eine angelsächsische Gründung handelt. Der Ort wird erstmals 1260 urkundlich erwähnt.
Der Schriftsteller Lascelles Abercrombie wurde in Ashton-upon-Mersey geboren.